# يوسف إبراهيم الغانم
يوسف إبراهيم الغانم، (1923 في مدينة الكويت  - 2 يونيو 2009)، اقتصادي كويتي والدته مريم سليمان الحمود
حصل على شهادة الثانوية من البصرة في العراق، وحصل على الشهادة الجامعية من جامعة القاهرة في تخصص إدارة الأعمال في عام 1949.
كان عضوا في المجلس البلدي في عامي 1950 و 1951، وقد أسس شركة يوسف إبراهيم الغانم في عام 1953، وكان عضوا في اللجنة التنفيذية العليا في المجلس الأعلى الذي كان بمثابة مجلس الوزراء منذ عام 1961 وحتى 1962، وقد كان من الأعضاء المؤسسين لجمعية الهلال الأحمر الكويتية وعضو مجلس إدارة فيها منذ عام 1966 وحتى وفاته في 2009، وقد عُيِّن بمرسوم أميري عضوا في مجلس التخطيط في عام 1962 مع كل من جاسم حمد الصقر وخالد عيسى الصالح ويعقوب يوسف البدر كممثلين للقطاع الخاص، وهو عضو مجلس إدارة غرفة التجارة والصناعة.